# Liste de films tournés dans le département de la Seine-Maritime
- Un certain nombre d'œuvres cinématographiques et télévisuelles ont été tournés dans le département de la Seine-Maritime.

Voici une liste à compléter de films, téléfilms, feuilletons télévisés, films documentaires tournés dans le département de la Seine-Maritime, classés par commune et lieu de tournage et date de diffusion.
- Haut – A
- B
- C
- D
- E
- F
- G
- H
- I
- J
- K
- L
- M
- N
- O
- P
- Q
- R
- S
- T
- U
- V
- W
- X
- Y
- Z

## A
- Allouville-Bellefosse :
  - 1981 : Le Chêne d'Allouville de Serge Pénard

- Angerville-la-Martel :
  - 2014 : La Ritournelle de Marc Fitoussi[1]

## B
- Haut – A
- B
- C
- D
- E
- F
- G
- H
- I
- J
- K
- L
- M
- N
- O
- P
- Q
- R
- S
- T
- U
- V
- W
- X
- Y
- Z

- Bellencombre :
  - 1981 : Psy de Philippe de Broca[2]

- Belleville-sur-Mer
  - 2012 : Ma bonne étoile d'Anne Fassio (Pourville)[3]

- Bénouville :
  - 2005 : Le Petit Lieutenant de Xavier Beauvois

- Bonsecours :
  - 1975 : Adieu poulet de Pierre Granier-Deferre

## C
- Haut – A
- B
- C
- D
- E
- F
- G
- H
- I
- J
- K
- L
- M
- N
- O
- P
- Q
- R
- S
- T
- U
- V
- W
- X
- Y
- Z

- Caudebec-en-Caux :
  - 1999 : Un pont entre deux rives de Gérard Depardieu et Frédéric Auburtin

- Criel-sur-Mer
  - 2003 : Le Bison (et sa voisine Dorine) d'Isabelle Nanty
  - 2010 : La Mer court-métrage musical de Jordan Diow

## D
- Haut – A
- B
- C
- D
- E
- F
- G
- H
- I
- J
- K
- L
- M
- N
- O
- P
- Q
- R
- S
- T
- U
- V
- W
- X
- Y
- Z

- Dieppe : 
  - 1964 : Le Journal d'une femme de chambre de Luis Buñuel
  - 1965 : L'Arme à gauche de Claude Sautet
  - 1988 : Une affaire de femmes de Claude Chabrol
  - 1968 : La Bande à Bonnot de Philippe Fourastié
  - 1971 : Kisss.... de Jean Lévitte
  - 1972 : La Nuit bulgare de Michel Mitrani
  - 1992 : La Sévillane de Jean-Philippe Toussaint
  - 1996 : C'est jamais loin d'Alain Centonze
  - 1997 : Marion de Manuel Poirier
  - 2000 : Drôle de Félix d'Olivier Ducastel et Jacques Martineau
  - 2002 : Ma vraie vie à Rouen d'Olivier Ducastel et Jacques Martineau
  - 2006 : Selon Charlie de Nicole Garcia
  - 2006 : Il sera une fois... de Sandrine Veysset[4]
  - 2018 : Submergence de Wim Wenders[5]

- Duclair
  - 1967 : Les Grandes Vacances de Jean Girault

## E
- Haut – A
- B
- C
- D
- E
- F
- G
- H
- I
- J
- K
- L
- M
- N
- O
- P
- Q
- R
- S
- T
- U
- V
- W
- X
- Y
- Z

- Étretat :
  - 1924 : L'Heureuse Mort de Serge Nadejdine
  - 1959 : Le fauve est lâché de Maurice Labro
  - 1966 : Galia de Georges Lautner
  - 1972 : Les Galets d'Étretat de Sergio Gobbi
  - 1976 : Les vécés étaient fermés de l'intérieur de Patrice Leconte
  - 1980 : Cherchez l'erreur... de Serge Korber
  - 1993 : Tout ça… pour ça ! de Claude Lelouch
  - 2000 : Selon Matthieu de Xavier Beauvois
  - 2000 : Love Me de Laetitia Masson
  - 2001 : Brève Traversée de Catherine Breillat
  - 2004 : Arsène Lupin de Jean-Paul Salomé
  - 2006 : Le Cœur des hommes 2 de Marc Esposito
  - 2008 : Rumba d’Abel et Gordon et Bruno Romy
  - 2009 : Incognito d’Éric Lavaine
  - 2015 : Les Souvenirs de Jean-Paul Rouve

## F
- Haut – A
- B
- C
- D
- E
- F
- G
- H
- I
- J
- K
- L
- M
- N
- O
- P
- Q
- R
- S
- T
- U
- V
- W
- X
- Y
- Z

- Fécamp
  - 2002 : And Now... Ladies and Gentlemen de Claude Lelouch
  - 2003 : Ni pour ni contre (bien au contraire) de Cédric Klapisch
  - 2015 : On voulait tout casser de Philippe Guillard

- Forges-les-Eaux :
  - 1985 : Poulet au vinaigre de Claude Chabrol
  - 2010 : Le Baltringue de Cyril Sebas

- Foucart :
  - 1981 : Le Chêne d'Allouville de Serge Pénard

## G
- Haut – A
- B
- C
- D
- E
- F
- G
- H
- I
- J
- K
- L
- M
- N
- O
- P
- Q
- R
- S
- T
- U
- V
- W
- X
- Y
- Z

- Grand-Couronne
  - 1968 : L'Homme du Picardie, feuilleton télévisé de Jacques Ertaud[6],[7],

## H
- Haut – A
- B
- C
- D
- E
- F
- G
- H
- I
- J
- K
- L
- M
- N
- O
- P
- Q
- R
- S
- T
- U
- V
- W
- X
- Y
- Z

- Hautot-sur-Mer
  - 2012 : Ma bonne étoile d'Anne Fassio (Pourville)[3]

## I
- Haut – A
- B
- C
- D
- E
- F
- G
- H
- I
- J
- K
- L
- M
- N
- O
- P
- Q
- R
- S
- T
- U
- V
- W
- X
- Y
- Z

## J
- Haut – A
- B
- C
- D
- E
- F
- G
- H
- I
- J
- K
- L
- M
- N
- O
- P
- Q
- R
- S
- T
- U
- V
- W
- X
- Y
- Z

## L
- Haut – A
- B
- C
- D
- E
- F
- G
- H
- I
- J
- K
- L
- M
- N
- O
- P
- Q
- R
- S
- T
- U
- V
- W
- X
- Y
- Z

- La Mailleraye-sur-Seine
  - 1999 : Un pont entre deux rives de Gérard Depardieu et Frédéric Auburtin

- Le Havre :
  - 1924 : L'Heureuse Mort de Serge Nadejdine
  - 1929 : Un chien andalou de Luis Buñuel
  - 1934 : Le Paquebot Tenacity de Julien Duvivier
  - 1934 : L’Atalante de Jean Vigo
  - 1936 : Les Perles de la couronne de Sacha Guitry
  - 1938 : Le Quai des brumes de Marcel Carné
  - 1938 : La Bête humaine de Jean Renoir
  - 1949 : Un homme marche dans la ville de Marcello Pagliero
  - 1959 : Le fauve est lâché de Maurice Labro
  - 1962 : L'Éducation sentimentale de Alexandre Astruc
  - 1965 : Le Gendarme à New York de Jean Girault
  - 1966 : Sale temps pour les mouches de Guy Lefranc[8]
  - 1967 : Les Grandes Vacances de Jean Girault
  - 1969 : Le Cerveau de Gérard Oury
  - 1969 : La Horse de Pierre Granier-Deferre
  - 1970 : Valparaiso, Valparaiso de Pascal Aubier
  - 1979 : Félicité de Christine Pascal
  - 1980 : Une sale affaire de Alain Bonnot
  - 1986 : Havre de Juliet Berto
  - 1986 : Mon cas de Manoel de Oliveira
  - 1986 : Rue du départ de Tony Gatlif
  - 1998 : Cantique de la racaille de Vincent Ravalec
  - 2000 : Selon Matthieu de Xavier Beauvois
  - 2000 : Love Me de Laetitia Masson
  - 2002 : La Beuze de François Desagnat  et Thomas Sorriaux
  - 2004 : Ce qu'ils imaginent de Anne Théron
  - 2005 : El cantor de Joseph Morder
  - 2005 : Le Petit Lieutenant de Xavier Beauvois[9]
  - 2007 : La Disparue de Deauville de Sophie Marceau
  - 2008 : Disco de Fabien Onteniente
  - 2008 : Léa de Steffi Niederzoll
  - 2009 : Tournée de Mathieu Amalric
  - 2010 : Le Havre d’Aki Kaurismäki
  - 2010 : Cigarettes et bas nylon téléfilm de Fabrice Cazeneuve
  - 2012 : 38 témoins de Lucas Belvaux

- Le Mesnil-sous-Jumièges
  - 1967 : Les Grandes Vacances de Jean Girault

- Le Tréport :
  - 1936 : Le Crime de monsieur Lange de Jean Renoir
  - 2003 : Le Bison (et sa voisine Dorine) d’Isabelle Nanty
  - 2020 : Eté 85 de François Ozon

- Les Authieux-sur-le-Port-Saint-Ouen
  - 1967 : Les Grandes Vacances de Jean Girault

- Les Loges :
  - 2009 : Incognito de Éric Lavaine

- Lillebonne :
  - 1958 : Une vie d’Alexandre Astruc

## M
- Haut – A
- B
- C
- D
- E
- F
- G
- H
- I
- J
- K
- L
- M
- N
- O
- P
- Q
- R
- S
- T
- U
- V
- W
- X
- Y
- Z

- Mont-Saint-Aignan
  - 1975 : Adieu poulet de Pierre Granier-Deferre

- Moulineaux
  - 1964 : Le Train de John Frankenheimer

## O
- Haut – A
- B
- C
- D
- E
- F
- G
- H
- I
- J
- K
- L
- M
- N
- O
- P
- Q
- R
- S
- T
- U
- V
- W
- X
- Y
- Z

## P
- Haut – A
- B
- C
- D
- E
- F
- G
- H
- I
- J
- K
- L
- M
- N
- O
- P
- Q
- R
- S
- T
- U
- V
- W
- X
- Y
- Z

- Petit-Quevilly
  - 1984 : À mort l'arbitre de Jean-Pierre Mocky[10]
  - 1999 : Ressources humaines de Laurent Cantet

## Q
- Haut – A
- B
- C
- D
- E
- F
- G
- H
- I
- J
- K
- L
- M
- N
- O
- P
- Q
- R
- S
- T
- U
- V
- W
- X
- Y
- Z

- Quiberville
  - 1998 : Juillet de Didier Nion[11]

## R
- Haut – A
- B
- C
- D
- E
- F
- G
- H
- I
- J
- K
- L
- M
- N
- O
- P
- Q
- R
- S
- T
- U
- V
- W
- X
- Y
- Z

- Rouen :
  - 1934 : Madame Bovary de Jean Renoir
  - 1961 : Jules et Jim de François Truffaut
  - 1962 : Les Mystères de Paris d’André Hunebelle
  - 1968 : L'Homme du Picardie, feuilleton télévisé de Jacques Ertaud[12],[13],[14],[15]
  - 1969 : Le Cerveau de Gérard Oury
  - 1974 : Les Valseuses de Bertrand Blier
  - 1975 : Adieu poulet de Pierre Granier-Deferre
  - 1984 : À mort l'arbitre de Jean-Pierre Mocky
  - 1991 : Madame Bovary de Claude Chabrol
  - 1994 : Jeanne la Pucelle de Jacques Rivette
  - 1999 : Un pont entre deux rives de Gérard Depardieu et Frédéric Auburtin[16]
  - 1999 : Extension du domaine de la lutte de Philippe Harel
  - 2000 : Le Goût des autres d’Agnès Jaoui
  - 2000 : Les Misérables feuilleton de Josée Dayan
  - 2002 : Ma vraie vie à Rouen d’Olivier Ducastel et Jacques Martineau
  - 2005 : Saint-Jacques… La Mecque de Coline Serreau
  - 2006 : Avril de Gérald Hustache-Mathieu
  - 2009 : D'une seule voix de Xavier de Lauzanne
  - 2014 : Gemma Bovery de Anne Fontaine
  - 2015 : Secrets d'Histoire, Saison 9 : Jeanne d'Arc, au nom de Dieu

- Ry
  - 1991 :  Madame Bovary de Claude Chabrol

## S
- Haut – A
- B
- C
- D
- E
- F
- G
- H
- I
- J
- K
- L
- M
- N
- O
- P
- Q
- R
- S
- T
- U
- V
- W
- X
- Y
- Z

- Saint-Aubin-sur-Mer
  - 2012 : Ma bonne étoile d'Anne Fassio (Pourville)[3]

- Sainte-Adresse :
  - 1934 : L'Atalante de Jean Vigo

- Saint-Jouin-Bruneval
  - 2001 : Le Peuple migrateur de Jacques Perrin, Jacques Cluzaud et Michel Debats
  - 2018 : Les Tuche 3 d'Olivier Baroux[17]

- Saint-Pierre-de-Manneville :
  - 1970 : L'Ours et la Poupée de Michel Deville

- Saint-Valery-en-Caux
  - 2014 : La Ritournelle de Marc Fitoussi[18]
  - 2017 : Paris, etc. série télévisée de Zabou Breitman[19]

- Senneville-sur-Fécamp
  - 2015 : Les Souvenirs de Jean-Paul Rouve

- Sotteville-lès-Rouen :
  - 2004 : Basse Normandie de Patricia Mazuy et de Simon Reggiani

## T
- Haut – A
- B
- C
- D
- E
- F
- G
- H
- I
- J
- K
- L
- M
- N
- O
- P
- Q
- R
- S
- T
- U
- V
- W
- X
- Y
- Z

- Tancarville
  - 1966 : Sale temps pour les mouches de Guy Lefranc[20],
  - 1967 : Les Grandes Vacances de Jean Girault
  - 1968 : L'Homme du Picardie, feuilleton télévisé de Jacques Ertaud[20]
  - 1969 : Le Cerveau de Gérard Oury (Pont de Tancarville)

- Thérouldeville
  - 2014 : La Ritournelle de Marc Fitoussi[18]

- Theuville-aux-Maillots
  - 2014 : La Ritournelle de Marc Fitoussi[18]

## U
- Haut – A
- B
- C
- D
- E
- F
- G
- H
- I
- J
- K
- L
- M
- N
- O
- P
- Q
- R
- S
- T
- U
- V
- W
- X
- Y
- Z

## V
- Haut – A
- B
- C
- D
- E
- F
- G
- H
- I
- J
- K
- L
- M
- N
- O
- P
- Q
- R
- S
- T
- U
- V
- W
- X
- Y
- Z

- Valmont
  - 1996 : Un samedi sur la Terre de Diane Bertrand

- Vattetot-sur-Mer
  - 2014 : 3 Days to Kill de Joseph McGinty Nichol
  - On va tout casser
  - La Vie devant elles

- Vatteville-la-Rue
  - 2006 : Il sera une fois... de Sandrine Veysset[4]

- Varengeville-sur-Mer
  - 1974 : Le Retour du Grand Blond d’Yves Robert
  - 2006 : Il sera une fois... de Sandrine Veysset[4]
  - 2012 : Ma bonne étoile d'Anne Fassio[3]
  - 2018 : Submergence de Wim Wenders[5]

- Veules-les-Roses
  - 2014 : Gemma Bovery de Anne Fontaine
  - 2014 : La Ritournelle de Marc Fitoussi[18]

## Le Havre
- Yainville :
  - 1999 : Un pont entre deux rives de Gérard Depardieu et Frédéric Auburtin